# Дмитрієв Дмитро Феліксович
Дмитро Феліксович Дмитрієв — український громадський діяч та офіцер Військово-морських сил Збройних сил України, учасник російсько-української війни.

## Життєпис
З 1998 по 2006 рік проходив службу у спеціальних підрозділах Національної гвардії України та Внутрішніх військах МВС України.
У 2008 році разом з Артемом Дибленко та Андрієм Сенченко заснував інформаційне агентство «Українська Медіа Група», де зайняв посаду Директора з розвитку. До інформаційного агентства також належить інтернет-видання «Преступности.НЕТ» та телеграм-канал «NikLife», «Центр аналітичних досліджень».
У 2009 році поновився на посаду старшого офіцера з особливих доручень Управління МВС України у Миколаївській області.
З 2011 по 2014 роки працював на посаді помічника голови Миколаївської обласної ради.
У зв'язку з початком російської збройної агресії проти України повернувся до лав МВС України. У квітні 2014 став одним із засновників та зайняв посаду заступника командира батальйону особливого призначення «Миколаїв» Управління МВС України в Миколаївській області. З 2014 до 2016 року у складі батальйону брав участь в антитерористичній операції на сході України.
Під час російського вторгнення в Україну проходив службу на посаді командира взводу 36 окремої бригади Морської піхоти імені контрадмірала Білинського. Згодом заснував евакуаційно-рятувальний підрозділ спеціальної розвідки Військово-морських сил ЗСУ «ЯНГОЛИ», який займається евакуацією з тимчасово окупованих територій України військовослужбовців та членів їхніх сімей. Отримав звання старшого лейтенанта. На рахунку спецпідрозділу декілька десятків успішних операцій на тимчасово окупованих територіях України та російської федерації.

## Нагороди
- Орден Богдана Хмельницького II ступеня (29 лютого 2024) — за особисту мужність, виявлену у захисті державного суверенітету та територіальної цілісності України, самовіддане виконання військового обов'язку[6];
- орден Богдана Хмельницького III ступеня (1 травня 2023) — за особисту мужність, виявлену у захисті державного суверенітету та територіальної цілісності України, самовіддане виконання військового обов'язку[7];
- Відомча заохочувальна відзнака Головного управління розвідки МО України - медаль «За сприяння військовій розвідці України ІІ ступеня» (2024);
- Почесний нагрудний знак Головнокомандувача ЗСУ «Срібний хрест» (2023);
- Відзнака Президента України «За участь в антитерористичній операції» (2018)[8];
- Відомча заохочувальна відзнака Міністерства внутрішніх справ України «МУЖНІСТЬ, ЧЕСТЬ, ЗАКОН» (2009);
- Відзнака Комітету ВРУ з боротьби з організованою злочинністю і корупцією (2009);